# Пудов Олексій Анатолійович
Олексі́й Анато́лійович Пу́дов (2 липня 1984, м. Чугуїв, Харківська область, Українська РСР — 11 травня 2017, м. Дніпро, Україна) — молодший сержант Збройних сил України, 92 ОМБр, учасник російсько-української війни.

## Життєпис
Народився 1984 року у місті Чугуєві на Харківщині. Закінчив Чугуївську середню школу № 6, займався спортом.
Під час російської збройної агресії проти України з 2016 року проходив військову службу за контрактом в Збройних Силах України.
Молодший сержант, командир гармати — командир відділення 1-го механізованого батальйону 92-ї окремої механізованої бригади, військова частина А0501, с. Клугино-Башкирівка, Харківська область. Брав участь в антитерористичній операції на сході України.
28 квітня 2017 року близько 5:00 противник здійснив обстріл позицій українських військових в районі міста Красногорівка Мар'їнського району Донецької області з боку окупованого смт Старомихайлівка, застосувавши міномети калібру 120 мм та 82 мм, зенітні установки ЗУ-23-2, гранатомети та стрілецьку зброю. Внаслідок обстрілу загинув солдат Ігор Шапошник, ще четверо бійців дістали поранення. Молодший сержант Олексій Пудов внаслідок влучення міни (за іншими даними, — танкового снаряду) зазнав мінно-вибухової травми, — численних ушкоджень внутрішніх органів і травматичної ампутації ноги. Перебував у шпиталі в м. Дніпро у вкрай важкому стані, переніс кілька операцій. Помер 11 травня 2017 року.
13 травня, після прощання у військовій частині, похований на кладовищі м. Чугуєва.
Залишилися мати Наталія Володимирівна Пудова, сестра, цивільна дружина та маленька донька.

## Нагороди
- Указом Президента України № 259/2017 від 2 вересня 2017 року, за особисту мужність і самовіддані дії, виявлені у захисті державного суверенітету та територіальної цілісності України, зразкове виконання військового обов'язку, нагороджений орденом «За мужність» III ступеня (посмертно)[7].
- 1 червня 2017 нагороджений Знаком народної пошани — орденом «За мужність і відвагу» (ВО «Країна»)[8][9].